# Rosa Tarlovsky de Roisinblit
Rosa Tarlovsky de Roisinblit (sinh ngày 15 tháng 8 năm 1919) là một nhà hoạt động nhân quyền người Argentina, là phó chủ tịch hiện tại và là thành viên sáng lập của tổ chức Grandmothers of the Plaza de Mayo (Hội những bà ngoại ở Quảng trường Plaza de Mayo). Tarlovsky được sinh ra ở một vùng nông thôn của tỉnh Santa Fe là con gái của một nông dân và chủ trang trại. Cha mẹ của bà phải chịu hậu quả nặng nề của cuộc Đại khủng hoảng. Khi kết thúc chương trình giáo dục tiểu học, bà chuyển đến Rosario để học ngành hộ sinh. Sau đó, bà làm việc tại Khoa Y của thành phố đó cho đến năm 1944.
Vào ngày 6 tháng 10 năm 1978, con gái của cô, Patricia Julia Roisinblit, người đang mang thai 8 tháng và chồng là Jose Manuel Pérez Rojo đã bị bắt cóc, bởi một đội đặc nhiệm của Không quân Argentina. Cả hai đều là thành viên của Montoneros. Người ta cho rằng cả hai đã bị giết trong bối cảnh đàn áp bất hợp pháp diễn ra ở Argentina trong quá trình tái tổ chức quốc gia theo chế độ độc tài quân sự. Cháu trai của bà, sinh ra trong tù giam vào ngày 11 tháng 11 năm đó đã được trao cho công nhân dân sự của Không quân Francisco Gómez và vợ ông để nuôi nấng.
Vào tháng 9 năm 2016, Omar Graffigna, Tư lệnh Không quân tại thời điểm bắt cóc, và Trưởng phòng Tình báo Khu vực Buenos Aires (RIBA) của Không quân Luis Trillo đã bị kết án ở Argentina 25 năm tù vì bắt cóc và tra tấn cặp vợ chồng.